# Сараван (город)
Сараван (лаос. ສາລະວັນ) — город в Лаосе, административный центр провинции Сараван. Расположен в одном из самых удалённых уголков страны, в 125 км северо-восточнее Паксе. Как и Паксе, Сараван стоит на реке Дон.